# Marek Jankulovski
Marek Jankulovski, född 9 maj 1977 i Ostrava, är en tjeckisk före detta fotbollsspelare, av etniskt makedoniskt ursprung.
Jankulovski var i huvudsak vänsterback men användes också som vänstermittfältare. 2007 blev han framröstad som årets tjeckiska spelare.
Den 1 juli 2011 meddelade Jankulovski att han lägger av med spelarkarriären, efter att ha vunnit Serie A med AC Milan.

## Meriter
AC Milan
- Uefa Champions League: 2007
- Uefa Super Cup: 2007
- VM för klubblag: 2007
- Serie A: 2011